# Honig-Täubling
Der Honig-Täubling (Russula melliolens) ist ein Pilz aus der Familie der Täublingsverwandten. Der seltene, meist rötlich gefärbte Täubling kommt in Laubwäldern vor und riecht im Alter deutlich nach Honig. Unter dem Mikroskop ist er durch seine fast kugelrunden und typisch ornamentierten Sporen leicht zu identifizieren.

## Merkmale

### Makroskopische Merkmale
Der Hut ist 5–9 (–12) cm breit und vorherrschend – aber sehr oft unterschiedlich – rot gefärbt. Das Spektrum reicht von lebhaft rot, karminrot, schwach fleischrosa oder orange bis hin zu aprikosenfarben. Bisweilen ist der Hut auch purpurviolett gefärbt und die Mitte fast schwärzlich (f. atropurpurea Sing.). Oft neigt die Mitte dazu, auszublassen, und ist mehr braunrötlich gefärbt, oder sie ist im Alter safranfarben gefleckt. Der Rand ist nicht oder nur schwach gerieft und manchmal am Rande leicht bereift. Die glatte Huthaut ist glänzend und mindestens bis zur Hälfte abziehbar.
Die sehr breiten und stumpfen Lamellen sind am Stiel abgerundet angewachsenen bis fast frei. Sie sind jung weißlich, dann blass cremefarben und im Alter mehr gelblich gefärbt. Besonders an den Schneiden sind sie oft ockerbraun gefleckt, wodurch eine dunklere Sporenfarbe vorgetäuscht wird, sodass man den Täubling leicht für einen Ockersporer halten kann. Die im Alter mehr oder weniger rostfleckigen Scheiden sind teilweise auch rot überlaufen. Das Sporenpulver ist cremefarben (II-ab nach Romagnesi).
Der weiße, bisweilen auch schwach rosa überlaufene Stiel ist (3) 5–10 (13) cm lang und 1–3 cm breit. Er ist oft leicht angeschwollen und hat eine unregelmäßige Silhouette. Das Stielfleisch ist zuerst fest, doch im Alter wird das Stielinnere schwammig bis hohl. Der Stiel neigt dazu, von der Basis her zu bräunen und wird rostfleckig und im Alter schließlich rötlich- oder gelblich-braun.
Das Fleisch ist zuerst weißlich, dann cremefarben bis gelblich, unter der Huthaut auch rötlich. An verletzten Stellen neigt es dazu, sich gelb oder bräunlich zu verfärben. Das Fleisch hat anfangs nur einen schwachen, beim Eintrocknen jedoch sehr markanten Honiggeruch. Beim Trocknen wird der Geruch stärker und riecht manchmal sogar nach Lebkuchen und bisweilen vor dem Vergehen auch fast unangenehm. Der Geschmack ist mild und nur in seltenen Fällen auch ein wenig bitter. Mit Guajak reagiert das Fleisch stark und deutlich, Eisensulfat bewirkt hingegen nur eine schwach blasse oder schmutzig rosarote Verfärbung.

### Mikroskopische Merkmale
Die  8–10 (11) µm langen und 7–9 (10) µm breiten Sporen sind nahezu kugelrund. Sie haben eine besonders feine, dünne Netzzeichnung und kleine, punktförmige Wärzchen (ein Merkmal, das bei europäischen Täublingen sonst nicht vorkommt und das ein wenig an die Nigricantinae erinnert). Die Zystiden sind fast 60–80 µm lang und 10–15 µm breit. Sie sind stumpf oder appendikuliert und reagieren nur schwach mit Sulfo-Benzaldehyd. Die Basidien sind 49–55 (65) µm lang und (10) 13–15 µm breit und haben je 4 Sterigmen pro Basidium.
In der Huthaut finden sich keine Primordialhyphen, aber 4–8 µm breite und manchmal bis zu 200 µm lange zylindrische Pileozystiden, die meist vielfach septiert sind. Die Sulfo-Benzaldehydreaktion ist schwach. Die kutikularen Hyphen-Endzellen sind plusminus verschmälert oder ausgefranst, schmal und 4–6 (8) µm lang.

## Artabgrenzung
Junge Exemplare, die den typischen Honiggeruch noch nicht entwickelt haben, können leicht mit einer ganzen Reihe von Täublingsarten verwechselt werden. Achtet man aber auf den Honiggeruch, der beim Trocknen noch zunimmt, und schaut man sich das Sporenornament an, so lässt sich der Täubling recht sicher bestimmen.

## Ökologie
Der Honig-Täubling ist wie alle Täublinge ein Mykorrhizapilz, der vor allem mit Eichen, seltener mit Rotbuchen eine Partnerschaft eingeht. Sehr selten findet man ihn auch unter Kiefern.
Man findet den Täubling in Hainbuchen-Eichenwälder, in Hartholzauen, an lichten Waldrändern oder Waldwegen und häufig auch in Parks mit altem Baumbestand. Der Täubling bevorzugt flachgründige, mäßig trockene bis frische, überwiegend schwach saure und meist etwas lehmige Böden. Die Fruchtkörper erscheinen von Juni bis Oktober, meist aber zwischen Juli und August. Der Pilz kommt im Tiefland und Hügelland vor und steigt bis in das untere Bergland auf. Man findet ihn nur selten über 600 m.

## Verbreitung

Europäische Länder mit Fundnachweisen des Honig-Täublings.
Legende:
Länder mit Fundmeldungen
Länder ohne Nachweise
keine Daten
außereuropäische Länder

Der Honig-Täubling ist eine meridionale bis temperate Art, die auf den Kanaren, in Nordafrika (Marokko), Nordamerika (USA) und in Europa vorkommt.
In Deutschland ist die Art ziemlich selten und deutlich rückläufig, doch kann man sie von der Ostsee bis zum Hochrhein finden. Auf der Roten Liste wird sie in der Gefährdungskategorie RL 2 geführt.

## Systematik

### Infragenerische Systematik
Der Honig-Täubling ist die Typart der Untersektion Melliolentinae, die unterhalb der Sektion Polychroma steht. Die Untersektion enthält mehr oder weniger milde und robuste Täublinge, deren zuerst weißes Fleisch gilbt oder bräunt. Sie haben ein cremefarbenes Sporenpulver und oft einen deutlichen Honiggeruch.

### Unterarten und Varietäten
- Russula melliolens var. chrismantiae   Maire  (1910)
- Russula melliolens f. viridescens   Moënne-Locc. & Reumaux 1996

## Bedeutung
Der Honig-Täubling gilt zwar als essbar, sollte aber aufgrund seiner Seltenheit geschont werden.